# Montan (biskup)
Montan (ur. ?, zm. 531 r.) – biskup Toledo od 523, święty Kościoła katolickiego.
O świętym dowiadujemy się z De viris illustribus Ildefonsa z Toledo. W 527 lub 531 roku zwołał i przewodniczył obradom synodu toledańskiemu II. Montan miał być redaktorem uchwał soborowych gdzie pierwszy raz Toledo wyznaczone zostało jako stolica prowincji. Znany był jako przeciwnik pryscylianizmu i autor listów do Turybiusza i wiernych z Palencii.
Jego wspomnienie liturgiczne w Kościele katolickim obchodzone jest 23 lutego.